# Treviso Foot-Ball Club 1920-1921
Questa voce raccoglie le informazioni riguardanti il Treviso Foot-Ball Club nelle competizioni ufficiali della stagione 1920-1921.

## Stagione
Il Treviso FBC nella stagione 1920-1921 ha preso parte al campionato di Prima Categoria 1920-1921 nel quale è giunto al 5º e ultimo posto con 1 punto. È retrocesso in Promozione.
La stagione successiva, dopo la scissione, rimane fedele alla FIGC. Il Comitato Regionale Veneto, viste varie defezioni verso la Confederazione Calcistica Italiana e le mancate richieste delle squadre di Promozione della stagione precedente, le propone uno spareggio di qualificazione con il Dolo (entrambe retrocesse nella stagione 1920-1921) che le permetterà di conservare la categoria.

## Maglia
| Casa |

## Rosa
| N. |                   | Ruolo | Calciatore          |
| -- | ----------------- | ----- | ------------------- |
|    | Italia (bandiera) | P     | Ugo Conean II       |
|    | Italia (bandiera) | D     | Alberto Busancano   |
|    | Italia (bandiera) | D     | Alfonso Cason       |
|    | Italia (bandiera) | D     | Carlo Conean I      |
|    | Italia (bandiera) | D     | Luciano Micheletti  |
|    | Italia (bandiera) | D     | Giuseppe Visentin I |
|    | Italia (bandiera) | A     | Angelo Fanzago      |
|    | Italia (bandiera) | A     | Arturo Nespoli      |

| N. |                   | Ruolo | Calciatore        |
| -- | ----------------- | ----- | ----------------- |
|    | Italia (bandiera) | A     | Otello Ronchi     |
|    | Italia (bandiera) | C     | Baldini           |
|    | Italia (bandiera) | C     | Giovanni Dorella  |
|    | Italia (bandiera) | C     | Tonello           |
|    | Italia (bandiera) | C     | Luigi Visentin II |
|    | Italia (bandiera) | A     | Pietro Conte      |
|    | Italia (bandiera) | A     | Renzo Fadiga      |
|    | Italia (bandiera) | A     | Pietro Speziali   |

## Risultati

### Prima Categoria

#### Girone d'andata
| 24 ottobre 1920 1ª giornata |  | – Riposo |  |  |

| Padova 16 gennaio 1921 2ª giornata | Petrarca           | 6 – 0 | Treviso | Stadio Tre Pini\| Arbitro: \| Salvagno (Venezia) \| |
| Arbitro:                           | Salvagno (Venezia) |       |         |                                                     |

| Venezia 7 novembre 1920 3ª giornata | Venezia          | 3 – 0 | Treviso | Campo di Sant'Elena\| Arbitro: \| Storer (Venezia) \| |
| Arbitro:                            | Storer (Venezia) |       |         |                                                       |

| Udine 14 novembre 1920 4ª giornata | Udinese          | 1 – 1 | Treviso | Campo Sportivo via Mentana\| Arbitro: \| Barbon (Venezia) \| |
| Arbitro:                           | Barbon (Venezia) |       |         |                                                              |

| Verona 21 novembre 1920 5ª giornata | Bentegodi Verona | 2 – 1 | Treviso | Vecchio Bentegodi\| Arbitro: \| Storer (Venezia) \| |
| Arbitro:                            | Storer (Venezia) |       |         |                                                     |

#### Girone di ritorno
| 5 dicembre 1920 6ª giornata |  | – Riposo |  |  |

| Treviso 12 dicembre 1920 7ª giornata | Treviso           | 0 – 2 | Petrarca | Campo Santa Maria del Rovere\| Arbitro: \| Malagoli (Padova) \| |
| Arbitro:                             | Malagoli (Padova) |       |          |                                                                 |

| Treviso 19 dicembre 1920 8ª giornata | Treviso          | 0 – 2 | Venezia | Campo Santa Maria del Rovere\| Arbitro: \| Storer (Venezia) \| |
| Arbitro:                             | Storer (Venezia) |       |         |                                                                |

| Treviso 20 febbraio 1920 9ª giornata | Treviso         | 2 – 5 | Udinese | Campo Santa Maria del Rovere\| Arbitro: \| Zanon (Venezia) \| |
| Arbitro:                             | Zanon (Venezia) |       |         |                                                               |

| Treviso 9 gennaio 1921 10ª giornata | Treviso           | 1 – 6 | Bentegodi Verona | Campo Santa Maria del Rovere\| Arbitro: \| Malagoli (Padova) \| |
| Arbitro:                            | Malagoli (Padova) |       |                  |                                                                 |

## Statistiche

### Statistiche di squadra
| Competizione    | Punti | In casa | In casa | In casa | In casa | In casa | In casa | In trasferta | In trasferta | In trasferta | In trasferta | In trasferta | In trasferta | Totale | Totale | Totale | Totale | Totale | Totale | DR  |
| Competizione    | Punti | G       | V       | N       | P       | Gf      | Gs      | G            | V            | N            | P            | Gf           | Gs           | G      | V      | N      | P      | Gf     | Gs     | DR  |
| --------------- | ----- | ------- | ------- | ------- | ------- | ------- | ------- | ------------ | ------------ | ------------ | ------------ | ------------ | ------------ | ------ | ------ | ------ | ------ | ------ | ------ | --- |
| Prima Categoria | 1     | 4       | 0       | 0       | 4       | 3       | 15      | 4            | 0            | 1            | 3            | 2            | 12           | 8      | 0      | 1      | 7      | 5      | 27     | -22 |